# 2AM
2AM (en hangul, 투에이엠; katakana: トゥーエーエム) es una boy band surcoreana bajo la discográfica JYP Entertainment. El grupo consiste de cuatro integrantes: Jo Kwon, Lee Changmin, Lim Seulong y Jeon Jinwoon. Es uno de los dos subgrupos de la banda de once miembros One Day, el otro subgrupo es 2PM. Debutaron oficialmente el 11 de julio de 2008 en el programa Music Bank de KBS realizando la canción «The Song». Ganaron su primer Mutizen en Inkigayo el 7 de febrero de 2010 con «Can't Let You Go Even If I Die».

## Historia

### Predebut
Junto con los miembros de 2PM, Seulong Jo Kwon y Jinwoon de 2AM aparecieron en el documental Hot Blood que fue transmitido en Mnet, en donde documentaro su riguroso programa de entrenamiento en sus días predebut. Changmin no estaba en el documental porque no se había unido a JYPE en ese tiempo. Inicialmente, Jinwoon fue eliminado de Hot Blood, pero terminó en 2AM debido a la retirada de Daehun de JYPE.

### 2008-2010: Debut
El primer sencillo del grupo titulado «This Song» fue publicado el 21 de julio de 2008. Seguido un año después por «Time For Confession», publicado el 19 de marzo de 2009 junto con «Confession of a Friend». En enero de 2010, 2AM publicó su primer miniálbum Even If I Die I Can't Let You Go junto con su sencillo principal del mismo nombre. El EP contó con cuatro canciones adicionales, tres de sus anteriores sencillos y una nueva canción titulada «I Was Wrong», que fue la canción promocional.
En junio y julio de 2010, 2AM apareció en la gira mundial de Wonder Girls. También los miembros aparecieron en el programa Made in Wonder Girls. EL 26 de octubre de 2010, el grupo publicó su primer álbum de estudio titulado Saint o'Clock junto con los dos sencillos principales «You Wouldn't Answer My Calls» y «Like Crazy».

### 2011-2012: Carrera asiática
Tras el éxito de su álbum Saint o'Clock en 2010, la banda lanzó una versión japonesa el 9 de noviembre de 2011. En enero de 2012, publicaron su primer sencillo japonés «Never Let You Go: Shindemo Hanasanai», la versión japonesa del sencillo coreano «Never Let You Go.» La canción fue un éxito y logró posicionarse en el número tres de las listas de Oricon. El grupo publicó su segundo miniálbum titulado F.Scott Fitzgerald's Way Of Love y también publicaron el vídeo musical del sencillo «I Wonder If You Hurt Like Me». En enero de 2012, 2AM inició un tour en Japón convirtiéndolo en el primer ídolo de K-pop en actuar en Tokyo Bunkamura Orchard Hall.
2AM publicó un segundo sencillo japonés titulado «Denwa ni Denai Kimi ni (You Wouldn't Answer My Calls)» el 11 de abril. La canción inmediatamente debutó en el cuarto puesto de Oricon. El lanzamiento incluyó la versión japonesa de «You Wouldn’t Answer My Calls» y un cover de Ken Hirai «Close Your Eyes.»
En abril de 2012, 2PM y 2AM anunciaron el lanzamiento de la película documental titulada Beyond The One Day, en Japón. One Day se refiere al grupo del cual 2PM y 2AM se dividen. El 13 de abril, se publicó el tráiler de la película. Esto fue seguido por el lanzamiento de otro sencillo japonés llamado «One Day». En septiembre de 2012, 2AM lanzó el tercer sencillo japonés «For You: Kimi no Tame ni Dekiru Koto», su primer original en japonés. «For You: Kimi no Tame ni Dekiru Koto» fue seleccionada como tema para el drama japonés NEO Soumatou Company que se estrenó el 16 de julio. En el mismo año, 2AM realizó su primera gira de conciertos en Asia, Taiwán, Japón y Malasia. Grabaron una versión en chino de la canción «I Wonder If You Hurt Like Me» mientras que Jo Kwon expresó algunas preocupaciones acerca de su pronunciación. En noviembre de 2012, antes del concierto en Japón, Seulong se fracturó un dedo del pie y actuó en una silla de ruedas. El cuarto sencillo japonés titulado «Darenimo Watasenai Yo» fue publicado en Japón el 5 de diciembre de 2012. 

### 2013-2015:One Spring Dayy cuestiones contractuales
2AM lanzó su primer álbum de estudio japonés titulado Voice el 9 de enero de 2013. El álbum contiene canciones japoneses previamente lanzados hasta e incluyó cuatro nuevas canciones; «First Love», «Pretty Girl», «愛の歌がRadioから», «無邪気な笑顔で» y versión la japonesa de «I Wonder If You Hurt Like Me~君も僕のように». El 5 de marzo de 2013, 2AM lanzó su segundo álbum de estudio, One Spring Day. El álbum, contiene nueve canciones y es una colaboración con muchos artistas, entre ellos el pianista y compositor Yiruma y Eptione Project. También fueron anfitriones de SNL Korea el 13 de abril de 2013. La banda lanzó su segundo EP, Nocturne, el 19 de noviembre de 2013. El EP contiene cinco canciones. Debido a la lesión de Jinwoon, 2AM no promovió el álbum en los programas musicales.
Los miembros Seulong, Jo Kwon y Jinwoon cambiaron oficialmente sus contratos a JYP Entertainment después de que sus contratos con Big Hit Entertainment expiraran en abril, mientras que Changmin se quedó con Big Hit debido a Homme. El nuevo álbum, Let's Talk, sería el primero bajo JYP Entertainment, después de lanzar sus álbumes anteriores con Big Hit Entertainment. El productor Park Jin Young compuso varias de las canciones, mientras que la canción titulada «Over The Destiny» fue escrita para el grupo por Cho Kyumin. Days Like Today fue publicado el 27 de octubre, seguido de «Over The Destiny» el 30 de octubre de 2014. En marzo de 2015, Seulong y Jinwoon decidieron no renovar sus contratos con JYP Entertainment y firmarían con otras agencias. Mientras Changmin terminaba su contrato en agosto de 2015, JYP Entertainment aseguró que las salidas no significaban que 2AM se estuviera disolviendo.
El 22 de septiembre de 2017, Jo Kwon se separó de JYP Entertainment. Jo declaró que, a pesar de su salida de JYP Entertainment, 2AM no se había disuelto y que los otros miembros tenían cláusulas en sus contratos individuales que les permitirían promocionar como 2AM en el futuro. El 28 de noviembre de 2017, Seulong se alistó para su servicio militar obligatorio.
En agosto de 2018, Jo Kwon se alistó para cumplir con el requisito de servicio militar obligatorio. El 17 de enero de 2019, se anunció que Jinwoon se alistaría en marzo.  Será el último miembro en alistarse, debido a la finalización del servicio de Changmin en 2008.

### 2021-presente: Regreso conBallad 21 F / Wdespués de 7 años en hiatus
El 20 de mayo de 2021, se anunció que la reunión del grupo pondría fin a su pausa indefinida  y el 16 de septiembre, el grupo estaba listo para lanzar un regreso, pero la fecha de lanzamiento de su canción y álbum aún no estaba decidida. El 7 de octubre de 2021, el miembro Lee Chang-min hizo el anuncio de regreso. El cuarto miniálbum se llamara Ballad 21 F / W, se anunció el 12 de octubre, a través de la nueva cuenta de Twitter del grupo, que se lanzará el 1 de noviembre de 2021.

## Integrantes
| Miembro      | Miembro | Nombre de nacimiento | Nombre de nacimiento | Nombre de nacimiento | Fecha de nacimiento            | Lugar de nacimiento                         | Posición                             |
| Romanización | Hangul  | Romanización         | Hangul               | Hanja                | Fecha de nacimiento            | Lugar de nacimiento                         | Posición                             |
| ------------ | ------- | -------------------- | -------------------- | -------------------- | ------------------------------ | ------------------------------------------- | ------------------------------------ |
| Changmin     | 창민    | Lee Chang Min        | 이창민               | 李昌珉               | 1 de mayo de 1986 (38 años)    | Seúl, Corea del Sur                         | Vocalista principal y bailarín       |
| Seulong      | 슬옹    | Im Seul Ong          | 임슬옹               | 林瑟雍               | 11 de mayo de 1987 (37 años)   | Seúl, Corea del Sur                         | Vocalista, rapero y bailarín         |
| Jo Kwon      | 조권    | Jo Kwon              | 조권                 | 趙權                 | 28 de agosto de 1989 (35 años) | Suwon, Provincia de Gyeonggi, Corea del Sur | Líder, vocalista y bailarín          |
| Jinwoon      | 진운    | Jeong Jin Woon       | 정진운               | 鄭珍云               | 2 de mayo de 1991 (33 años)    | Seúl, Corea del Sur                         | Rapero, vocalista, bailarín y maknae |

## Discografía
- Saint o'Clock (2010)
- Voice (2013)
- One Spring Day (2013)
- Let's Talk (2014)

## Filmografía

### Programas de variedades
| Año  | Programa             | Episodio | Integrantes que aparecieron |
| ---- | -------------------- | -------- | --------------------------- |
| 2015 | I Can See Your Voice | Ep. #7   | Changmin y Jo Kwon          |